# Miłosz Point
Der Miłosz Point ist eine Landspitze an der Nordküste von King George Island im Archipel der Südlichen Shetlandinseln. Sie erstreckt sich südsüdwestlich des Czesław Point vom Brimstone Peak in die Venus Bay.
Polnische Wissenschaftler benannten sie 1984 nach dem polnischen Dichter und Nobelpreisträger Czesław Miłosz (1911–2004).